# Гаћешко Село
Гаћешко Село је насељено мјесто у општини Бариловић, на Кордуну, у Карловачкој жупанији, Република Хрватска.

## Историја
Гаћешко Село се од распада Југославије до августа 1995. године налазило у Републици Српској Крајини. До територијалне реорганизације у Хрватској насеље се налазило у саставу бивше општине Дуга Реса.

## Становништво
Према попису становништва из 2011. године, насеље Гаћешко Село је имало 6 становника.
| Националност       | 1991. | 1981. | 1971. | 1961. |
| Срби               | 46    | 56    | 71    | 106   |
| Хрвати             |       | 3     |       |       |
| Југословени        |       |       | 2     |       |
| остали и непознато | 1     | 7     |       |       |
| Укупно             | 47    | 66    | 73    | 106   |

| Демографија | Демографија | Демографија |
| Година      | Становника  | Становника  |
| ----------- | ----------- | ----------- |
| 1961.       | 106         |             |
| 1971.       | 73          |             |
| 1981.       | 66          |             |
| 1991.       | 47          |             |
| 2001.       | 6           |             |
| 2011.       |             | 6           |